# 米贝母
米贝母（学名：Fritillaria davidii）为百合科贝母属下的一个种。

## 扩展阅读
- 維基物種上的相關：米贝母